# Symphonetta

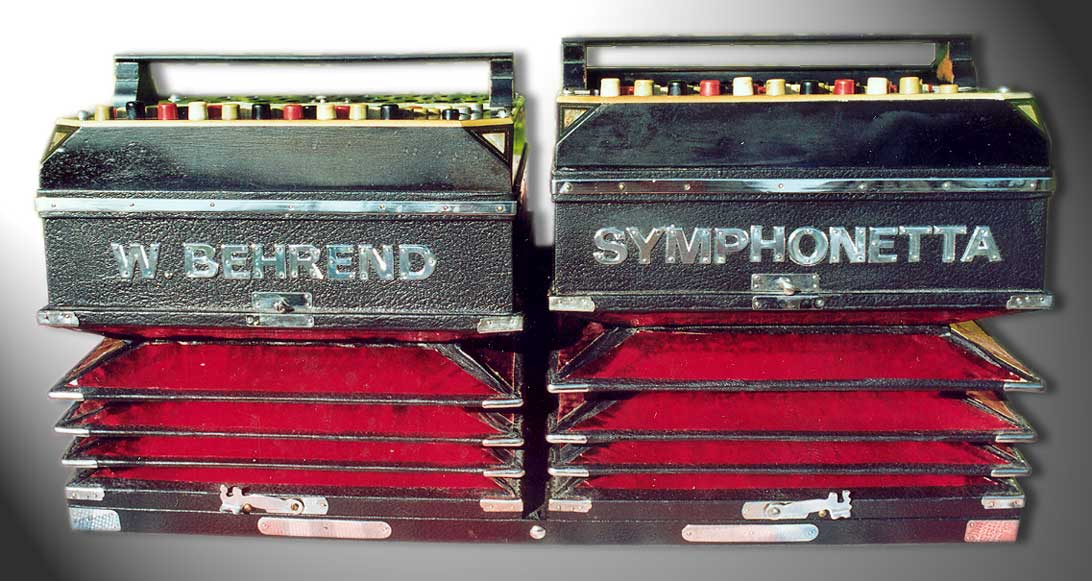
Symphonetta von vorn

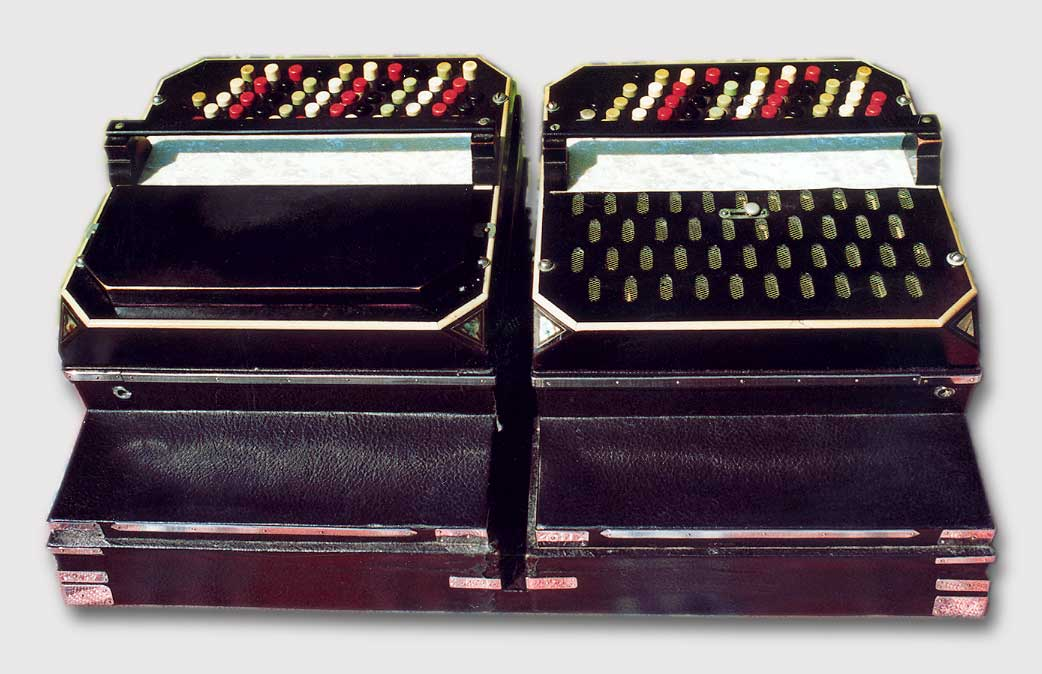
Symphonetta vom Spieler aus gesehen (hier zusätzlich mit sog. Brummkasten auf der Bassseite zur besseren Wiedergabe der Bässe ausgestattet)

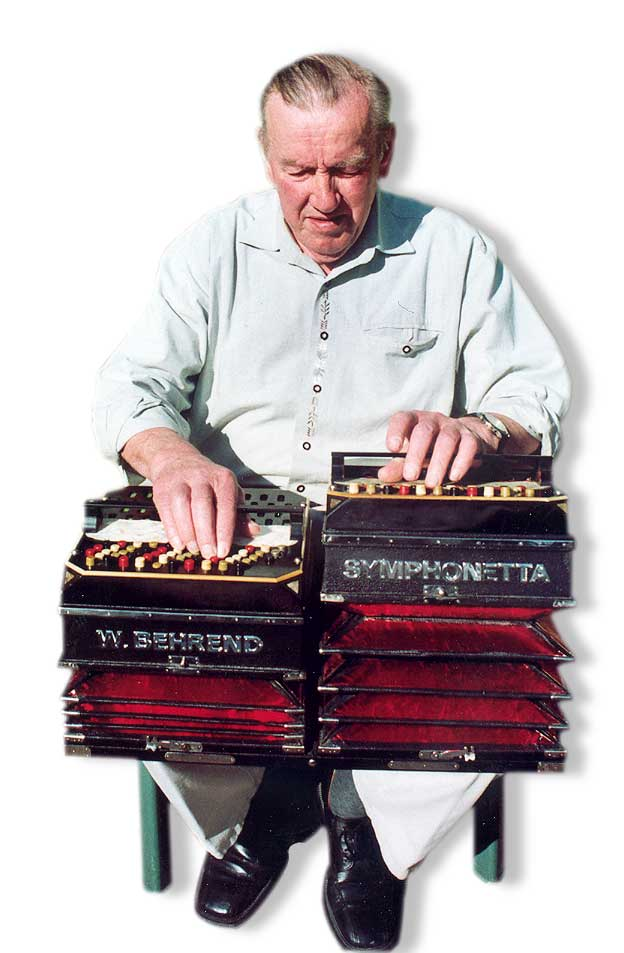
Solist Werner Behrend (1928–2016) beim Symphonettaspiel auf einem dreichörigen Instrument

Die Symphonetta ist eine vom chromatischen Bandoneon abgeleitete Harmonika. Die Symphonetta wurde ca. 1890 von Richard Scheller (1845–1929), Hamburg, entwickelt und erst von ihm produziert und später durch Exklusivvertrag alleinig durch die Bandonion- und Konzertinafabrik Ernst L. Arnold E. L. A. Carlsfeld, Deutschland produziert.
Sie wird im Sitzen auf den Beinen bzw. auf einem speziellen Tisch gespielt. Im Gegensatz zum Bandoneon ist die Symphonetta nicht wechseltönig; sie wird nur im Druckton gespielt.
Scheller entwickelte für die Symphonetta 1898 eine sogn. Stufenklaviatur (Patentnr. 110898) dabei sind die Töne in einer Horizontalreihe in Intervallen von Kleinen Terzen angeordnet. Die Symphonetta besitzt auf der Melodieseite sowie auf der Bassseite je fünf Reihen (108 Tasten), in vier verschiedenen Farben (die Farben sollten eine schnellere Erlernbarkeit gewährleisten) angeordnet. Die drei Grundreihen werden mit je einer Hilfsreihe über und unter den Grundreihen flankiert.
Nicht nur die Akkordgriffe sind in allen Tonarten gleich, auch alle Tonleitern können mit dem gleichen Fingersatz ausgeführt werden, es gibt lediglich drei Griffschemata und ist somit der Piano Klaviatur in musiktheoretischer wie in musikpraktischer Hinsicht überlegen. Der Tonumfang beträgt ca. fünf Oktaven und geht vom B der großen Oktave bis zum fis3. Beim Spielen der Symphonetta sind die Hände frei, d. h. man kann zugleich auf der rechten wie auf der linken Seite spielen.
Die Grifflage hatte zur Folge, dass die Symphonettaspieler Noten lernen müssen und nicht auf das Zahlensystem der Bandoneonspieler zurückgreifen können. Allerdings hatte man hilfsweise versucht ein Zahlensystem für die Symphonetta anzufertigen, das man später wieder verworfen hat.
Die Gebläseeinrichtung des Doppelbalgsystems gestattet eine großartige Dynamik, da die Hand ein sicheres Gefühl der Ausdrucksweise des Spielers ermöglicht. Schellers Gebläseeinrichtung bietet die direkte, ununterbrochene Luftzufuhr in einer Richtung für alle Zungen, die es gestatten, den Ton in jeder Weise dynamisch zu formen, beliebig lange auszuhalten und zu artikulieren.
Der Ton der Symphonetta ist voll und klangschön und im Gegensatz zu Bandoneoninstrumenten besitzt die Symphonetta eine homogene Klangfarbe.
Schallkasten, Federung, Resonanzboden und Balg sind bis auf wenige Teile so angefertigt wie beim Bandoneon. Durch das Nur-Druckluft-System hat das Instrument keine Belederung der Stimmzungen, es ergibt sich dadurch ein besseres Ansprechen der Stimmzungen.
Um 1920 gab es in Deutschland viele Symphonettavereine, das Instrument war überaus populär, sodass unter anderem 1925 in Göteborg Weltmeisterschaften ausgespielt wurden. Heute gibt es nur noch wenige Symphonettaspieler, das Instrument ist fast völlig verschwunden.